# Keller (Texas)
Keller es una ciudad ubicada en el condado de Tarrant en el estado estadounidense de Texas. En el Censo de 2010 tenía una población de 39.627 habitantes y una densidad poblacional de 826,81 personas por km².

## Geografía
Keller se encuentra ubicada en las coordenadas 32°55′58″N 97°13′28″O / 32.93278, -97.22444. Según la Oficina del Censo de los Estados Unidos, Keller tiene una superficie total de 47.93 km², de la cual 47.79 km² corresponden a tierra firme y (0.28%) 0.13 km² es agua.

## Demografía
Según el censo de 2010, había 39.627 personas residiendo en Keller. La densidad de población era de 826,81 hab./km². De los 39.627 habitantes, Keller estaba compuesto por el 89.6% blancos, el 2.38% eran afroamericanos, el 0.5% eran amerindios, el 3.78% eran asiáticos, el 0.09% eran isleños del Pacífico, el 1.47% eran de otras razas y el 2.19% pertenecían a dos o más razas. Del total de la población el 7.38% eran hispanos o latinos de cualquier raza.